# ألكسندر كونتي
ألكسندر كونتي (بالإنجليزية: Alexander Conti)‏ (و. 1993 – م) هو ممثل، وممثل أفلام، من كندا، ولد في برانتفورد، أونتاريو.

## وصلات خارجية
- ألكسندر كونتي على موقع IMDb (الإنجليزية)
- ألكسندر كونتي على موقع ألو سيني (الفرنسية)
- ألكسندر كونتي على موقع أول موفي (الإنجليزية)
- ألكسندر كونتي على موقع قاعدة بيانات الفيلم (الإنجليزية)
- ألكسندر كونتي على موقع كينوبويسك (الروسية)